# Richard Nisbett

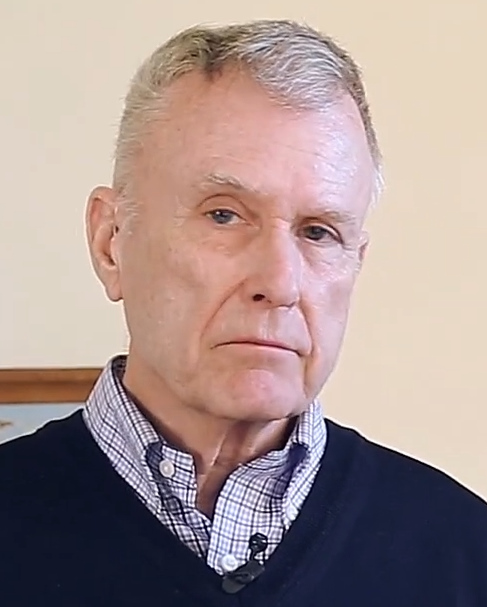
Richard Nisbett (2014)

Richard Eugene Nisbett (* 1. Juni 1941) ist ein US-amerikanischer Psychologe. Er ist Professor an der University of Michigan.
Nisbett studierte Psychologie an der Tufts University (A.B., 1962) und promovierte 1966 an der Columbia University. Die nächsten fünf Jahre war er Assistant Professor an der Yale University. Seit 1971 ist er Professor an der University of Michigan. 1992 wurde er in die American Academy of Arts and Sciences gewählt, 2002 in die National Academy of Sciences.
Nisbetts Forschung konzentrierte sich auf das Denken und Schlussfolgern von Laien. Hier untersuchte er insbesondere kognitiven Verzerrungen und die Frage, inwiefern diese durch Lernen reduziert werden können. Nisbett untersucht zudem kulturelle Unterschiede bei Denkprozessen.
In einem Artikel wies er 1977 nach, dass mentale Prozesse, die etwa für Vorlieben, Wahlen und Emotionen relevant sind, nicht dem Wachbewusstsein zugänglich sind. In The Geography of Thought: How Asians and Westerners Think Differently... And Why (2003) zeigte, dass die menschliche Kognition kulturabhängig ist. Den hohen Einfluss historischer Faktoren behauptete er auch für die Intelligenz (2009), womit er eine breite Rezension auslöste.

## Schriften (Auswahl)
- Telling more than we can know: Verbal reports on mental processes, mit T. D. Wilson, 1977, Psychological Review, 84, 231–259
- Holland, J.H., Holyoak, K.J., Nisbett, R.E., & Thagard, P. (1986).  Induction: Processes of Inference, Learning, and Discovery. Cambridge, MA: MIT Press, ISBN 0-262-58096-9.
- Culture Of Honor: The Psychology Of Violence In The South. Westview Press, 1996. ISBN 978-0-8133-1993-3
- The Geography of Thought : How Asians and Westerners Think Differently...and Why. Free Press, 2003. ISBN 0-7432-1646-6
- Intelligence and How to Get It: Why Schools and Cultures Count. W. W. Norton & Company, 2009. ISBN 0-393-06505-7